# Miconia sneidernii
Miconia sneidernii är en tvåhjärtbladig växtart som beskrevs av John Julius Wurdack. Miconia sneidernii ingår i släktet Miconia och familjen Melastomataceae. Inga underarter finns listade i Catalogue of Life.